# Anni und Peter Dietrich

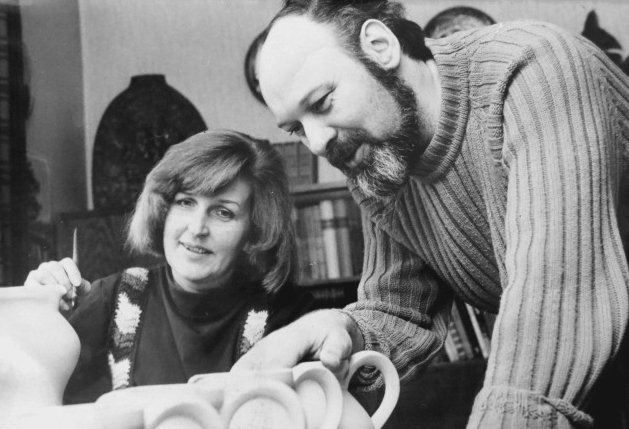
Anni und Peter Dietrich
bei der gemeinsamen Arbeit
Pressefoto; Fotografin Christel Köster

Anni Dietrich und Peter Dietrich sind deutsche Künstler, die in Falkensee bei Berlin leb(t)en und arbeite(t)en. Ihre Spezialität waren großflächige Keramikarbeiten für öffentliche Einrichtungen, Garten-Keramiken und Töpferarbeiten.

## Biografien

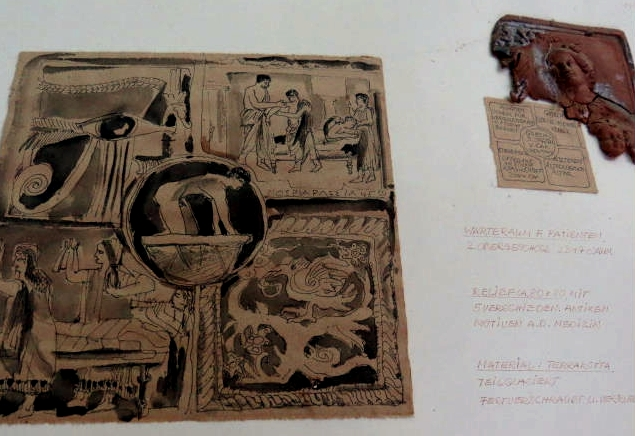
Beispiel für eine Wettbewerbsteilnahme mit großer Zeichnung, Skizze und Arbeitsprobe (E), hier: für einen Warteraum einer Klinik

### Anni Dietrich
Anni (Anna) Dietrich (* 11. März 1937 in Vorpommern; † 1. Oktober 2017 in Finkenkrug) absolvierte in Sonneberg die Fachschule für angewandte Kunst und schloss diese als Porzellanmalerin und Dekorgestalterin ab. Danach arbeitete sie im VEB (K) Gräfenroda Keramik und im Porzellanwerk Triptis als Gestalterin. Anni Dietrich ist auf dem Friedhof der Ev. Kirchengemeinde Falkensee-Neufinkenkrug in der Rembrandtstraße beigesetzt.

### Peter Dietrich
Peter Dietrich (* 7. Mai 1935 im pommerschen Rummelsburg), besuchte 1953 bis 1956 die Fachschule für Angewandte Kunst in Sonneberg. Anschließend war er im Porzellanwerk „Graf Henneberg“ in Ilmenau als Assistent im Bereich Formgestaltung tätig. 
Von 1958 bis 1963 absolvierte er an der Hochschule für bildende und angewandte Kunst in Berlin-Weißensee ein Studium, das er 1963 mit dem Diplom für das Fachgebiet Keramik abschloss. Beim Studium lernte er seine spätere Frau kennen. Danach übertrug man ihm die Leitung der Töpferei Grothe in Velten (später Werkstatt für Keramik Velten) unter dem Dach des Staatlichen Kunsthandels der DDR (die nicht zu Hedwig Bollhagen gehörte). Als Leiter der Kunsttöpferei ließ er etliche Arbeitsgänge und Ausrüstungen modernisieren, um dem damals veralteten Betrieb ein Fortbestehen zu ermöglichen. Später war er Dozent an der Ingenieurschule für Keramik in Hermsdorf. 

### Gemeinsamkeiten

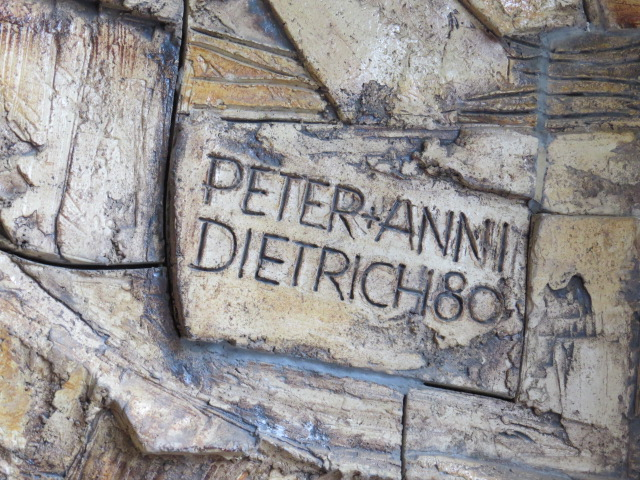
Kennzeichnung einer gemeinsamen Arbeit, einem Wandmosaik in Falkensee

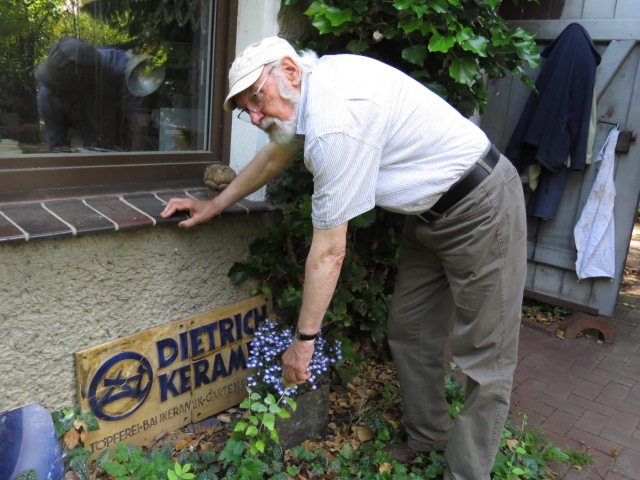
Vor der Keramikwerkstatt steht noch das Atelierschild (Juni 2020), freigelegt von Peter Dietrich

Bald stellten die beiden fest, dass sie gut zusammen arbeiten können und traten neben ihrer Tätigkeit für renommierte ostdeutsche Porzellanbetriebe bei Kunstwettbewerben und Ausstellungen auf. So erhielten sie zahlreiche Aufträge. Anni und Peter Dietrich gestalteten meist zeitlose Themen, beispielsweise naturnahe Motive; die Darstellung von politischen Themen war nicht ihre Intention. Die vereinte erfolgreiche Arbeit führte auch zu persönlicher Nähe und so heirateten sie 1964.
Das Paar entwickelte in Velten die Idee, als freischaffende selbstständige Künstler im Verband Bildender Künstler der DDR tätig zu werden. Dazu begaben sie sich auf die Suche nach einem eigenen Grundstück mit Haus und wurden 1969 im Ortsteil Finkenkrug der Stadt Falkensee fündig. Es gelang Anni und Peter Dietrich, das Haus zu renovieren, eine geräumige Werkstatt zu errichten und ihre Arbeit von dort aus zu organisieren.
Sie führten erfolgreich über mehr als 20 Jahre das Keramikatelier Dietrich. An zahlreichen Gestaltungswettbewerben beteiligten sie sich, meist mit drei Entwürfen zu einer Thematik. Diese unterschieden sich nach Größe und damit nach den eventuellen Kosten, so dass sie häufig in die engere Wahl kamen.
Die gut eingerichtete Werkstatt wurde gelegentlich auch von dem ebenfalls in Falkensee lebenden Bildhauer und Holzkünstler Wolfgang Knorr genutzt.

## Werke (Auswahl)
Folgende Arbeiten, die meisten im öffentlichen Raum platziert, führten sie aus oder reichten Entwürfe (E) ein:
| Werktitel In Klammern eine nachträgliche Benennung, nicht von den Künstlern vergeben | Standort | wann entstanden | Bild                                        | Beschreibung, Anmerkungen |
| ------------------------------------------------------------------------------------ | --- | --------------- | ------------------------------------------- | --- |
| Rheinsberger Landschaften                                                            | Rheinsberg, Speisesaal des Atomkraftwerks | um 1979         |                                             | Mit der Stilllegung und dem Rückbau des Kraftwerks verschwand höchstwahrscheinlich auch das Kunstwerk, das aus mehreren Einzelthemen zusammengesetzt war und die Abmessungen 500 × 50 cm hatte; Bild zeigt eine der 10 Tafeln. |
| (Landschaftswandlung)                                                                | Cottbus, Speisesaal des Heizkraftwerks vom Energiekombinat                                                                                       | 1979            |                                             | Reliefwand: 8 m lang, 2,50 m hoch, farbig und teilglasiert Auf einen ersten Blick wirkt die Darstellung auf den Betrachter wie ein surrealistisch geformter auf dem Rücken liegender Mensch. Der Künstler erläutert den Fries jedoch wie folgt: „Er besteht aus drei Teilen: auf der linken Seite ist eine Heidelandschaft als Luftbild geformt, das Mittelstück zeigt die durch die Abbaggerung zerstörte Landschaft und drei hohe Schornsteine, aus denen schmutziger Rauch quillt, der sich jedoch bald abregnet. Daraus bildet sich (auf der rechten Seite symbolisiert) eine wunderbare Seenlandschaft“. Die Anbringung des Werkes erfolgte in der dargestellten Reihenfolge und die Arbeiter des Energiebetriebes verfolgten den Fortschritt, erst bei der Seenlandschaft zeigten sie ihre Freude. |
| Milchviehwirtschaft                                                                  | Blankenfelde, Gemeinschaftsraum der Milchviehanlage                                                                                              | um 1979         |                                             | Mehrteiliges Wandrelief, ein Teil links unten zeigte Kühe bzw. Stiere nach Art alter ägyptischer Wandreliefs Die Darstellung der einzelnen Kuh links oben ist an die Höhlenzeichnungen von Lascaux angelehnt, das runde Mittelstück stellt die Europa auf einem Stier dar. Über den Verbleib des Wandmosaiks ist nichts bekannt, die Anlage musste geschlossen werden. |
| Wie Kinder einen Wald sehen                                                          | Falkensee, Kantine und Mehrzweckraum des ASB, Bei der Fertigstellung war es der Speisesaal einer Schule für geistig behinderte Kinder.           | Dez. 1980       | Wald-Mosaik, dargestellt als Panorama       | Das ca. 12 m lange Keramikmosaik wurde durch die Dietrichs nach der Sanierung des Speiseraums um das Jahr 2000 überarbeitet. Seit den 2010er Jahren ist es ein Bau- und Kunstdenkmal. |
| Keramik-Spielwand                                                                    | Teltow, Kinderabteilung in der damaligen Poliklinik                                                                                              | um 1981         |                                             | Anni und Peter Dietrich hatten bekannte Figuren aus dem Märchen Dornröschen und einen Zirkus gewählt und diese in einzelnen, nicht zusammenhängenden, Teilen an der Wand befestigt. Die Kinder konnten alles anfassen und beim Druck auf Knöpfe leuchtete das Motiv an der Wand entsprechend auf. |
| (Aus der Geschichte von Nauen)                                                       | Nauen, Wand im großen Saal des Rathauses in Nauen                                                                                                | um 1982         |                                             | ein größeres dreigeteiltes Relief. Auch hier ist nicht bekannt, ob die Teile erhalten sind oder wo sie sich befinden. |
| (Aktivitätsbereich am Badestrand)                                                    | Werder, Jugendfreizeiteinrichtung Petzow (seit Mitte der 1990er Jahre JFE Mikado oder KIEZ Inselparadies Petzow e.V. in Petzow) am Glindower See | um 1980         |                                             | Der Bereich am Strand bestand aus zwei unterschiedlichen Angeboten: einer übergroßen begehbaren Wasserlandschaft (Bild), die so ausgeformt war, dass beim Einfüllen von Wasser dieses sich tatsächlich in den Bachläufen verbreitete und zum See abfloss. Alles war auch sehr stabil, so dass die Jugendlichen darin herumlaufen konnten. Außerdem gab es am Strand einige derbe Keramikfiguren, auf die sich die Kinder setzen konnten. Der Bereich ist erhalten und wird weiter genutzt. |
| Schmuckbrunnen-Gestaltungen                                                          | Luckenwalde, Fußgängerzone des Ortes | um 1983         |                                             | Trinkbrunnen in der Fußgängerzone: er besteht aus einem gemauerten Rundbogen, auf dem beiderseits in unterschiedlicher Höhe Wasserbecken angeordnet waren. Die Höhe des Wasseraustritts richtete sich nach den gedachten Nutzern: Kinder oder Erwachsene. Der Brunnen blieb nach 1990 erhalten, wurde aber zunächst nicht weiter gepflegt. Schließlich gab es eine Abstimmung zwischen den Künstlern und der Stadtverwaltung, wonach der Brunnen restauriert und etwas vereinfacht umgearbeitet wurde. |
| Schmuckbrunnen-Gestaltungen                                                          | Nauen, damalige Straße des Friedens am Ernst-Thälmann-Platz                                                                                      | um 1984         |                                             | Ein großes kreisförmiges Brunnenbecken beherbergte darin aufgestellte Brunnenfiguren der beiden Keramiker. In den hohlen Stützen waren Menschen und Tiere gestaltet. Nach 1990 wurden die Keramikteile des Brunnens am alten Standort abgetragen und auf dem offenen Hof des in der Nähe befindlichen Feuerwehrmuseums als Skulpturen aufgestellt. Laut Nachfrage der Künstler um 1998 gibt es das Museum nicht mehr und der Verbleib der Figuren ist unbekannt. |
| Säulenkapitelle                                                                      | Potsdam-Sanssouci, Friedenskirche | 1993            |                                             | Neuanfertigung von 17 auszuwechselnden Kapitellen nach Vorbild der Originale sowie neue Teile für den Turm und die Schießmauer |
| neue Keramikteile                                                                    | Potsdam, Triumphtor am Weinberg | 1993            | Potsdamer Triumphtor nach der Restaurierung | Anlässlich der Restaurierung des Triumphtores fertigten die Künstler angepasste Keramikteile und sie lieferten weitere Keramikteile für Restaurierungen im Schloss Sanssouci. |